# Nhà ga Padang Besar (Thái)
Nhà ga Padang Besar (Thái) là một ga đường sắt tại phó huyện Padang Besar, huyện Sadao, tỉnh Songkhla. Nó là nhà ga hạng 1 nằm cách Nhà ga Thon Buri 978 km.